# ムーアズビル (ノースカロライナ州)
ムーアズビル（英: Mooresville）は、アメリカ合衆国ノースカロライナ州のアイアデル郡にある町である。人口は5万0193人（2020年）。シャーロットの北40kmにあり、その都市圏に入っている。ノーマン湖の傍にある。
ムーアズビルは、NASCARのレーシング・チームやドライバー、IndyCarのチームとドライバー、さらにレース技術の提供者が本拠地にしており、そこから市のニックネームの「レースシティ USA」ができた。住宅リフォーム・生活家電チェーンのロウズの本社がある他、ユニバーサル・テクニカル・インスティテュートのNASCAR工業学校もある。
ムーアズビル町はデイビッドソンやコーネリアス各町と共に、ケーブルテレビのMI-コネクション通信システムの共同所有者でもある。

## 地理
ムーアズビル町は北緯35度35分4秒 西経80度49分13秒 / 北緯35.58444度 西経80.82028度 (35.584337, -80.820139)に位置している。
アメリカ合衆国国勢調査局に拠れば、町域全面積は14.7平方マイル (38 km2)であり、このうち陸地14.7平方マイル (38 km2)、水域は0.04平方マイル (0.10 km2)で水域率は0.20%である。

## 歴史
ムーアズビルとして発展することになった地域は当初、近くのローワン郡、さらにはバージニア州やペンシルベニア州などから移って来たイングランド人、ドイツ人、スコットランド・アイルランド人の家族が入植した。その多くは農園を設立するための新しい土地を求めていた。ウィルソン、デイビッドソン、コーワン、シェリル、トランスなどの姓を持つ初期の家族の多くは1700年代半ばには入って来ていた。彼らは小さな地域社会を構成し、それがディープウェルと呼ばれる町に成長した。その町名はこの地域で見つかった大きな天然の井戸から採られていた。
これら家族の多くが主に綿花を育てる大きな農場を設立し、それが1850年代までに小さなプランテーションに成長していた。ルーファス・リード少佐がそれまでの地域で最も成功した農園主と考えられ、2,000エーカー (8 km2) 以上の土地に、81人の奴隷を所有していた。そのプランテーションは、スコットランドのモーン山地にちなんでマウントモーン・プランテーションと呼ばれた。この地域ではその他にも歴史あるプランテーションハウスが建設された。例えば優美なジョンソン・ニール邸、コーネリアス邸、フォレストデル・プランテーション、植民地時代のベルモント・プランテーションがある。
1856年天然の尾根の上に鉄道が敷かれ、それがジョン・フランクリン・ムーアという名前の地元農夫の土地を通ることになった。ムーアは小規模の農園主だったが、その土地に駅を造り、その場所で1850年代後半に他の人々にも小さな村を造ることに貢献するよう奨励した。ムーアズ・サイディングと呼ばれた小さな村が生まれた。しかし、南北戦争が村の発展を阻害し、鉄道の線路が剥がされて、バージニア州で南軍の戦争遂行のために使われた。戦後、線路が戻り、ムーアズ・サイディングは緩りと成長を始めた。
南北戦争から間もなく、ジョン・フランクリン・ムーアは村を町として法人化する必要性を感じた。町は1873年にムーアズビルとして法人化された。ムーアは町では最初のレンガ製造工場を設立することに貢献し、メインストリートに幾つか初期レンガ造りの建物を建てた。ムーアは1877年に死に、その妻レイチェル・サムロウ・ムーアが町の発展に貢献し続けた。
1883年、鉄道が町に戻って来て、新しい駅が追加された。この鉄道が町に成長をもたらし、1890年代初期には初の浄水場ができ、1899年に図書館、1893年に電話会社、1900年には多くの繊維工場の最初のものができて、成長が続いた。
長年の間に繊維工場からNASCARまで、多くの企業や産業がムーアズビルを本拠とするようになってきた。その中でも著名なものが、プロ野球マイナーリーグのチーム、ムーアズビル・ムーアズであり、1937年から1942年までクラスDのノースカロライナ州リーグで試合を行っていた。このリーグは第二次世界大戦のために2シーズン中断されていたが、1945年に再開された。
ムーアズビルは多くの著名人の出身地でもあった。例えばセルマ・バーク博士は、ワシントンD.C.のレコーダー・オブ・ディード・ビルの「4つの自由」銘板のためにフランクリン・ルーズベルト大統領の胸像を制作した。その像が後に10セント銅貨のデザインなど多くのものに使われることになった。ムーアズビルは成長を続け、スポーツ会社、企業、映画産業など多くを誘致してきた。
2014年12月11日、デューク・エナジーは、さび付き漏れの生じたパイプを修繕するために、ノースカロライナ州からマーシャル・スティーム・ステーションの石炭灰をノーマン湖に捨てる許可を得た。その石炭灰にはヒ素、鉛、タリウム、水銀など重金属成分が含まれていた。
2015年10月3日、デューク・エナジーは、シャーロットの北、ノーマン湖のマーシャル・スティーム・ステーション・ダムの基底に、シンクホール（陥没穴）が形成されていたと報告した。環境品質監督省は、デューク・エナジーがその穴にライナーを置き、砕石で埋めたと言っている。

## レースシティ USA
ムーアズビルはレースシティ USAというブランドもある。町には60以上のNASCARチームとレース関連事業があり、IndyCarのチームもある。町内に自動車関連の博物館が2つある。すなわちメモリーレーン・モータースポーツ・アンド・ヒストリカル自動車博物館とノースカロライナ・オートレーシング殿堂である。ムーアズビル会議観光案内局は旅行者のための公式部局である。

## 人口動態
以下は2000年の国勢調査による人口統計データである。
| 基礎データ - 人口: 18,823 人 - 世帯数: 7,139 世帯 - 家族数: 5,082 家族 - 人口密度: 494.7人/km2（1,281.6 人/mi2） - 住居数: 7,741 軒 - 住居密度: 203.5軒/km2（527.1 軒/mi2） 人種別人口構成 - 白人: 81.54% - アフリカン・アメリカン: 14.23% - ネイティブ・アメリカン: 0.36% - アジア人: 1.66% - 太平洋諸島系: 0.02% - その他の人種: 1.14% - 混血: 1.06% - ヒスパニック・ラテン系: 2.55% | 年齢別人口構成 - 18歳未満: 28.7% - 18-24歳: 7.3% - 25-44歳: 34.3% - 45-64歳: 18.4% - 65歳以上: 11.2% - 年齢の中央値: 34歳 - 性比（女性100人あたり男性の人口） - 総人口: 93.4 - 18歳以上: 88.8 世帯と家族（対世帯数） - 18歳未満の子供がいる: 39.1% - 結婚・同居している夫婦: 54.9% - 未婚・離婚・死別女性が世帯主: 12.7% - 非家族世帯: 28.8% - 単身世帯: 24.0% - 65歳以上の老人1人暮らし: 8.1% - 平均構成人数 - 世帯: 2.58人 - 家族: 3.09人 | 収入と家計 - 収入の中央値 - 世帯: 42,943米ドル - 家族: 51,011米ドル - 性別 - 男性: 39,524米ドル - 女性: 24,939米ドル - 人口1人あたり収入: 20,549米ドル - 貧困線以下 - 対人口: 7.2% - 対家族数: 5.6% - 18歳未満: 7.5% - 65歳以上: 12.3% |

## 町政府
ムーアズビル町は町政委員会が統治しており、委員会は町長が議長を務める。2015年時点の町長はマイルス・アトキンスであり、2011年11月の選挙で選出された。委員は6人であり、このうち4人が4つの小選挙区から1人ずつ、残りの2人が町全体を選挙区に選ばれる。町長と委員の任期は4年間であり、2年毎に委員の半数が改選される。委員会は町マネジャーを指名し、町政の日々の管理を行わせる。

## 教育
ムーアズビルの公共教育は主にムーアズビル・グレイデッド教育学区が管轄しているが、一部はアイアデル・ステイツビル教育学区が管轄している。2007年ノースカロライナ州予算における提案によって、2つの学区を統合することが可能になったはずだった。その制度では1つの郡では1つの教育学区のみに予算手当てされるとされている。この案が町政委員会に上程されたが、成立しなかった。以前にも統合の提案が成立してこなかった歴史がある。
2010年までにムーアズビル・グレイデッド教育学区の4年生から12年生までの生徒全員がマックブックのラップトップ・コンピュータを持つことになった。ムーアズビルは近年新しい中間学校と小学校を建設し、中学校をムーアズビル中間学校に移転し、古い中学校はマグノリア通りキャンパスと呼ぶムーアズビル高校の拡張キャンパスとして使っている。
2010年、ムーアズビル・グレイデッド教育学区は新しい高校フットボールのスタジアムを開場し、コーチのジョー・ポップにちなんで命名した。ムーアズビル高校のフットボールチームであるブルー・デビルスは、ポップ・コーチの指導で1961年の州高校フットボール選手権に優勝しており、現在でもムーアズビルで州の選手権に優勝した唯一のチームになっている。ポップ・コーチはカトーバ・カレッジのスポーツ殿堂にも入った。コーチ・ポップ・スタジアムはムーアズビル高校のマグノリア通りキャンパスの背後にある。
ムーアズビルの町内にはミッチェル・コミュニティカレッジのキャンパスもある。その主キャンパスはアイアデル郡の郡庁所在地であるステイツビルにある。

### ムーアズビル・グレイデッド教育学区
- パークビュー小学校、幼稚園から3年生
- サウス小学校、幼稚園から3年生
- ロッキーリバー小学校、幼稚園から3年生
- イースト・ムーアズビル中間学校、4年生から6年生
- ムーアズビル中間学校、4年生から6年生
- ムーアズビル中学校、7年生から8年生
- ムーアズビルシニア高校、9年生から12年生
- N・F・ウッズ工業・芸術センター（ムーアズビル高校の一部）

### アイアデル・ステイツビル教育学区
- マウントモーン国際バッカローリエイト学校
- ウッドランドハイツ小学校
- レイクノーマン小学校
- レイクショア小学校
- シェパード小学校
- ブローリー中学校
- レイクショア中学校
- レイクノーマン高校
- サウスアイデル高校
- 工業と指導力の協同カレッジ（アーリーカレッジ高校）
- コドルクリーク小学校
- マウントモーン IB 学校
- トラウトマン小学校
- トラウトマン中学校

### 私立学校
- レイクノーマン・クリスチャン学校、デイビッドソンに移転
- ムーアズビル・クリスチャン・アカデミー、現在は閉校
- デイビッドソン・デイスクール、デイビッドソン町
- ウッドローン学校、アイアデル郡内デイビッドソンの北1マイル (1.6 km) にある

### チャータースクール
- パインレイク準備学校
- ラングツリー・チャータースクール

## 歴史地区
ムーアズビル町内には、マウントモーン・プランテーション、ジョンソン・ニール邸、コーネリアス邸、エスピー・ワッツ・ブローリー邸など多くの歴史ある場所に加えて、アメリカ合衆国国家歴史登録財に指定される次の歴史地区がある。
- ムーアズビル歴史地区、中心街商業地区の多くを含む
- ムーアズビル・ミルビレッジ歴史地区、元は工業地帯だった場所近くの住宅地
- サウスブロード通りロー、中心街に近く、古い家屋、現在は商業用途に使われている地区

## 姉妹都市
- ドイツ、ホッケンハイム - 有名な自動車レース場であるホッケンハイムリンクがあることで知られる

## 著名な出身者
- グレッグ・ビッフル – NASCAR ドライバー
- ライアン・ブリスコー – IndyCar ドライバー
- カート・ブッシュ – NASCAR ドライバー
- カイル・ブッシュ – NASCAR ドライバー
- デイル・アーンハート – NASCAR殿堂入り
- デイル・アーンハート・ジュニア – NASCAR ドライバー
- ジェフ・ゴードン – NASCAR ドライバー
- ダン・ジャンセン – スピードスケート選手
- オリンド・メア – NFLアメリカンフットボール選手、マイアミ・ドルフィンズ他
- ウィル・パワー – IndyCar ドライバー
- チャールズ・ロビンソン – WWEプロレスのレフェリー
- リッキー・スティムボート – プロレスラー